# Стецько Василь Петрович
Стецько Василь Петрович (нар. 6 березня 1950, с. Стрілківці, Україна) — український художник. Член НСХУ (1994).

## Життєпис
Василь Петрович Стецько народився 6 березня 1950 року в селі Стрілківці Борщівського району Тернопільської області, нині Україна.
Закінчив Одеське художнє училище (1976, нині художньо-театральне училище); Львівський поліграфічний інститут (1991, нині Українська академія друкарства).
Працював художником-оформлювачем у місті Борщеві і Тернополі.
Від 1979 — учасник виставок у місті Борщеві,Тернополі, Львові, Києві.
Персональні виставки в Тернополі (1984, 1994, 2005).

## Доробок
- серія літографій «Кобзарі — Гомери України» (1990);
- розписи Будинку культури в смт Гусятині (1991), церков святого архистратига Михаїла в селі Більчі-Золотому (1990), святителя Миколая Чудотворця в с. Шишківцях (1991; обидва — Борщівського району) та інші.